# تپه دفت‌آباد
تپه دفت آباد در شهرستان درمیان، روستای دفت آباد واقع شده و این اثر در تاریخ ۷ مهر ۱۳۸۱ با شمارهٔ ثبت ۶۵۲۱ به‌عنوان یکی از آثار ملی ایران به ثبت رسیده است.